# Episodi di The L Word (quarta stagione)
La quarta stagione della serie televisiva The L Word, composta da dodici episodi, è stata trasmessa sul canale statunitense via cavo Showtime dal 7 gennaio al 25 marzo 2007.
In Italia, la stagione è andata in onda in prima visione sul canale satellitare Jimmy dal 6 settembre al 22 novembre 2009.
| nº | Titolo originale         | Titolo italiano                       | Prima TV USA     | Prima TV Italia   |
| -- | ------------------------ | ------------------------------------- | ---------------- | ----------------- |
| 1  | Legend in the Making     | Marina è tornata                      | 7 gennaio 2007   | 6 settembre 2009  |
| 2  | Livin' La Vida Loca      | Vivi la vida loca                     | 14 gennaio 2007  | 13 settembre 2009 |
| 3  | Lassoed                  | Non è mai troppo tardi                | 21 gennaio 2007  | 20 settembre 2009 |
| 4  | Layup                    | Le partite di basket                  | 28 gennaio 2007  | 27 settembre 2009 |
| 5  | Lez Girls                | Le ragazze                            | 4 febbraio 2007  | 4 ottobre 2009    |
| 6  | Luck Be a Lady           | L'imbroglio                           | 11 febbraio 2007 | 11 ottobre 2009   |
| 7  | Lesson Number One        | Nuovi amori                           | 18 febbraio 2007 | 18 ottobre 2009   |
| 8  | Lexington & Concord      | Lexington e Concord                   | 25 febbraio 2007 | 25 ottobre 2009   |
| 9  | Lacy Lilting Lyrics      | Risposte complicate, domande delicate | 4 marzo 2007     | 1º novembre 2009  |
| 10 | Little Boy Blue          | Little Boy Blue                       | 11 marzo 2007    | 8 novembre 2009   |
| 11 | Literary License to Kill | Licenza poetica d'uccidere            | 18 marzo 2007    | 15 novembre 2009  |
| 12 | Long Time Coming         | Passerà molto tempo                   | 25 marzo 2007    | 22 novembre 2009  |